# Johann Wolfgang Textor der Ältere

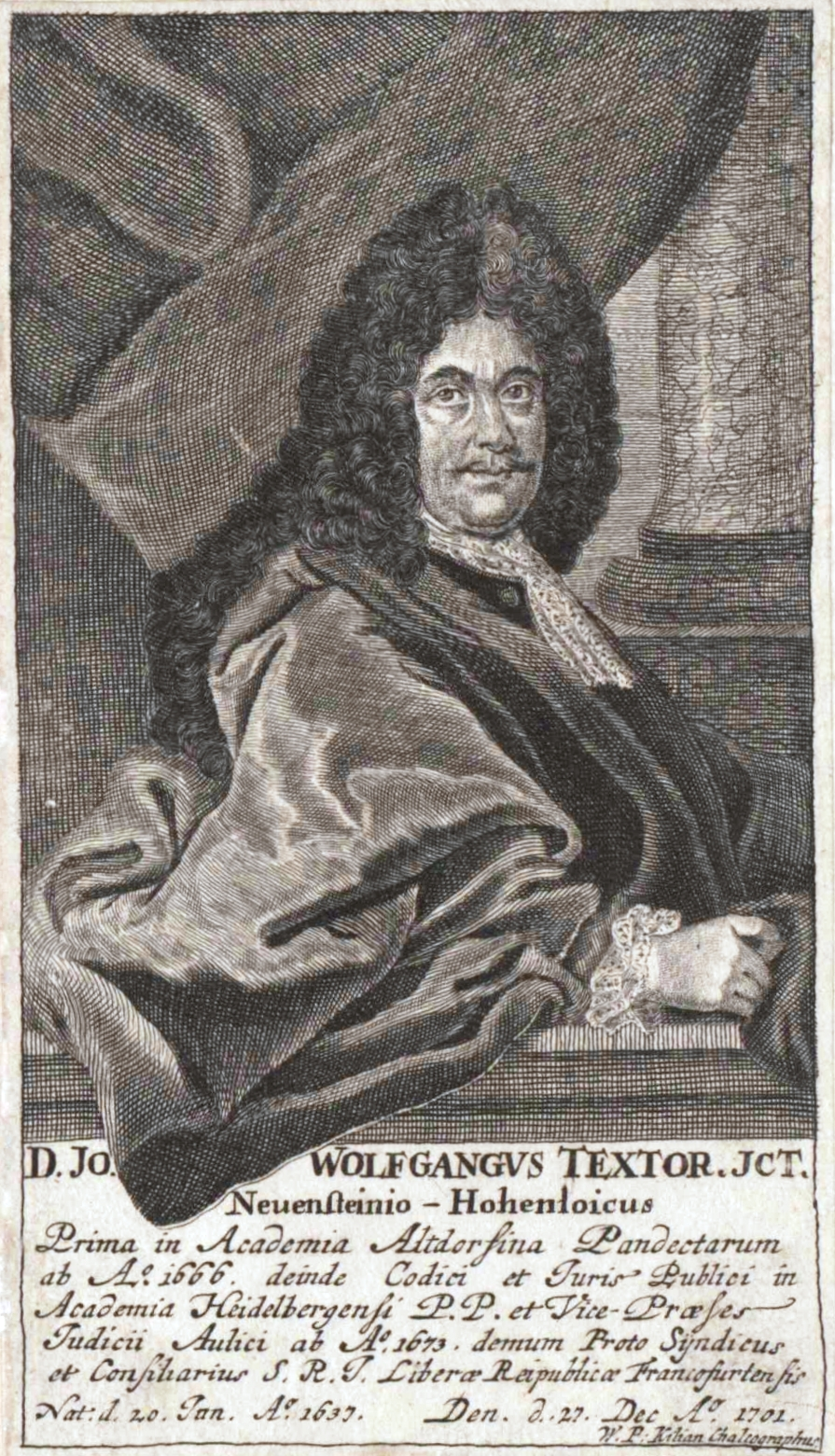
Johann Wolfgang Textor, Stich von Wolfgang Philipp Kilian

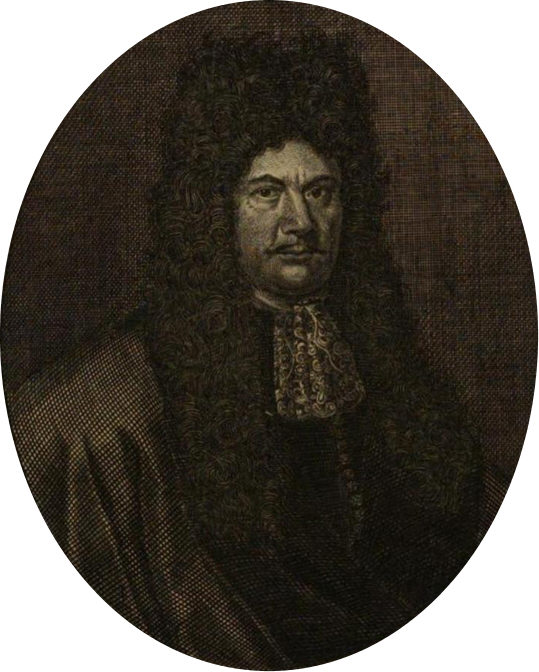
Johann Wolfgang Textor der Ältere, Kupferstich von Elias Nessenthaler, 1693

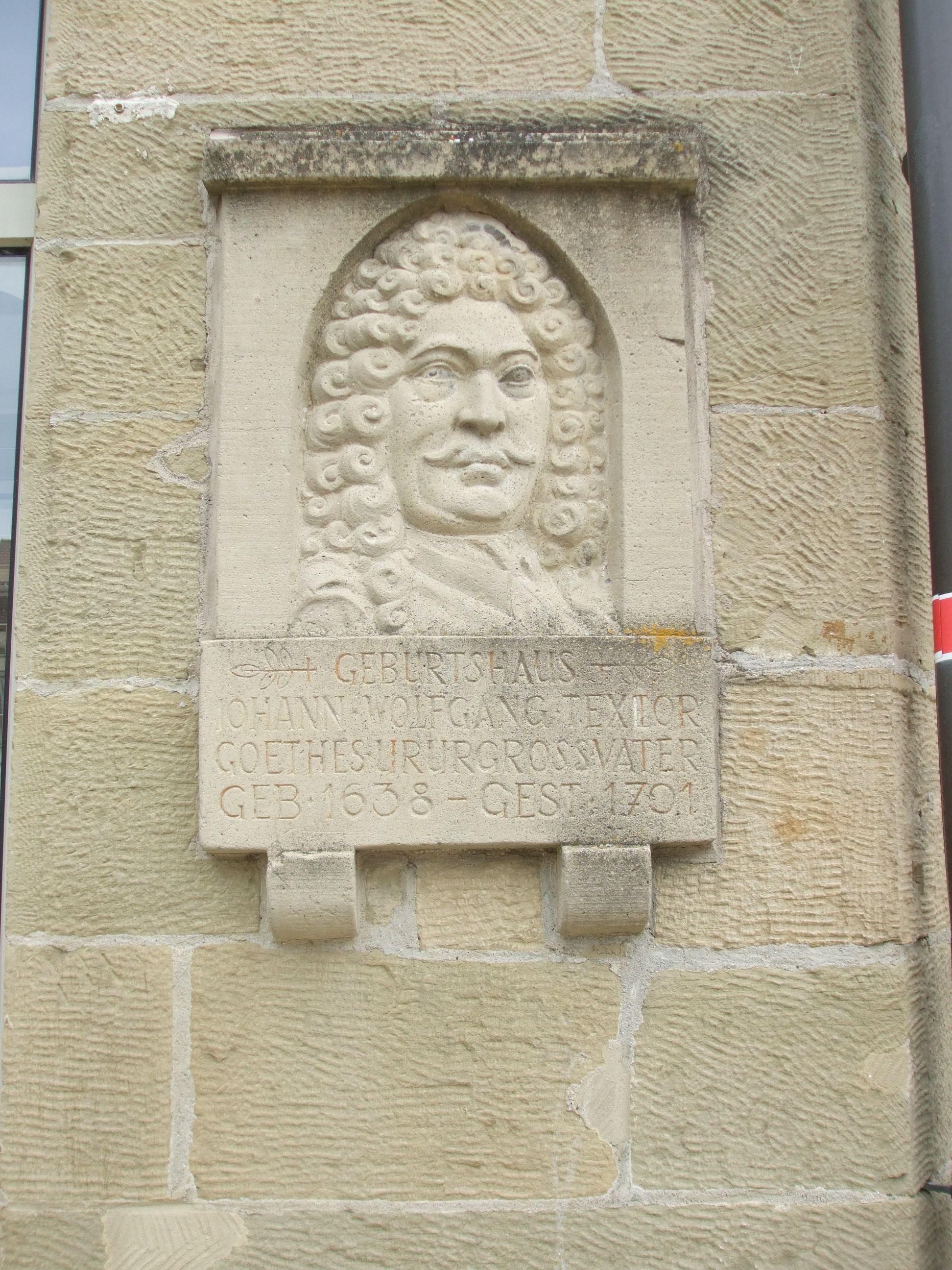
Steinbildnis in Neuenstein

Johann Wolfgang Textor (* 20. Januar 1638 in Neuenstein; † 27. Dezember 1701 in Frankfurt am Main) war ein deutscher Jurist und Archivar.

## Leben
Johann Wolfgang Textor entstammte einer Familie, die seit Generationen im Hohenloher Land ansässig war. Sein Vater, der hohenlohische Rat und Kanzleidirektor Wolfgang Textor (1588–1650), hatte den ursprünglichen Familiennamen Weber latinisiert. Während der Großvater Georg Weber (1561–nach 1615) noch das Schneiderhandwerk in Weikersheim ausübte, gelangte dessen Sohn nach einem Studium der Rechtswissenschaft in den Staatsdienst des Grafen von Hohenlohe-Langenburg in Neuenstein.
Johann Wolfgang wurde am 20. Januar 1638 als Sohn von Wolfgang Textor und seiner Frau Magdalena Praxedis geb. Enslin (1613–1673) geboren. Er studierte ab 1653 die Rechte in Jena, ab 1655 in Straßburg und ging 1658 als Praktikant an das Reichskammergericht in Speyer. 1662 bis 1666 hielt er das Amt seines Vaters in Neuenstein inne, unterbrochen von einer Promotion in Straßburg. 1666 wurde er als Professor an die Universität Altdorf berufen, wo u. a. Gottfried Wilhelm Leibniz zu seinen Studenten gehörte.
Seine Vorlesungen und juristischen Abhandlungen, vor allem aber seine Tätigkeit als Rechtsberater der Reichsstadt Nürnberg, verschafften ihm rasch eine gute Reputation, so dass er 1673 Professor der Rechte an der Universität Heidelberg und Beisitzer des dortigen Hof- und Ehegerichts wurde. 1688 wurde er zum Vizepräsidenten dieses Gerichtshofes ernannt.
Wegen der Verwüstungen, die Heidelberg im Pfälzischen Erbfolgekrieg davongetragen hatte, nahm er Anfang 1691 einen Ruf als Syndikus und Rechtsberater der Freien Reichsstadt Frankfurt am Main an. Zu seinen Aufgaben gehörte die Führung der städtischen Rechtsgeschäfte, u. a. die Vertretung der Stadt beim Reichskammergericht. Im Nebenamt war er auch für die Führung des Frankfurter Stadtarchivs verantwortlich.
Johann Wolfgang Textor starb am 27. Dezember 1701 an den Folgen eines Schlaganfalls. Sein Grab befindet sich in der Katharinenkirche.

## Familie
Er war verheiratet mit Anna Margaretha geb. Priester aus Crailsheim, Großtochter des Magisters und evangelisch-lutherischen Pfarrers Konrad Ley, der zum poeta laureatus erhoben worden war. Die Trauung fand am 20. April 1663 in Neuenstein statt. Das Paar hatte einen Sohn Christoph Heinrich (1666–1716), der 1693 die Frankfurter Bürgerstochter Maria Catharina Appel heiratete und sich als Advokat in Frankfurt am Main niederließ. Sein Enkel Johann Wolfgang Textor (1693–1771) war der Vater von Katharina Elisabeth Goethe (1731–1808), der Mutter von Johann Wolfgang von Goethe.

## Werk
Johann Wolfgang Textor verfasste zahlreiche juristische Aufsätze und Abhandlungen, u. a. über römisches und deutsches Privatrecht, Staats- und Völkerrecht. 1667 verfasste er die Denkschrift Über die Staatsräson des Heiligen Römischen Reiches, in der er sich für die Vereinigung der drei im Reich zugelassenen Konfessionen (Römisch-katholische Kirche, Evangelisch-lutherische Kirche, Reformierte Kirche) starkmachte. Darüber hinaus schrieb er eine Reihe von lateinischen Gedichten.